# Hardwarová akcelerace

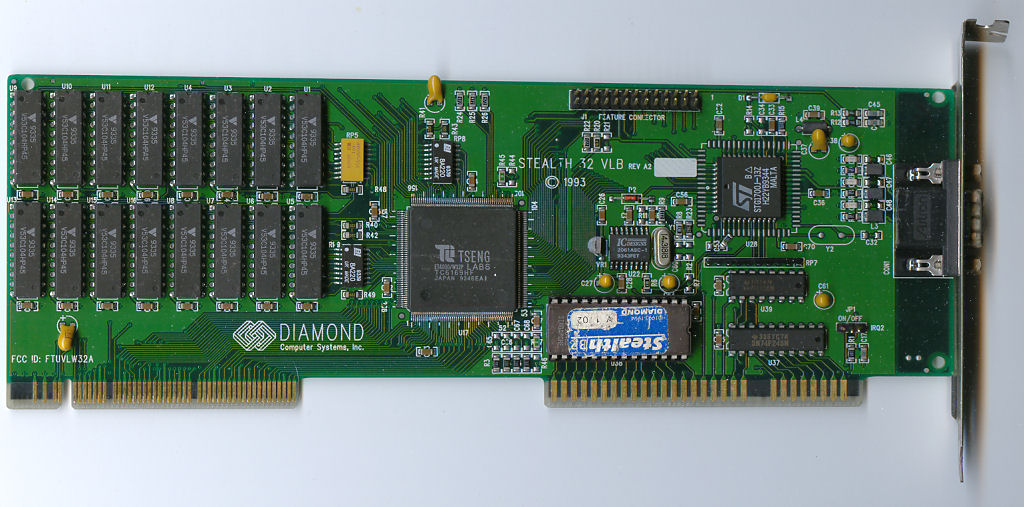
Grafická karta typu Tseng Labs ET4000 populární v devadesátých letech dvacátého století

Hardwarová akcelerace je v oblasti výpočetní techniky označení pro postup, kdy specifické výpočtové části úlohy vykonává místo softwaru běžícího na univerzální centrální procesorové jednotce nějaký specializovaný hardware.
Typickými příklady zástupců jsou matematické koprocesory, specializované grafické procesory (včetně jejich použití pro negrafické výpočty), digitální signálové procesory, programovatelná hradlová pole a kryptografické akcelerátory.
V řadě úloh nabízí hardwarová implementace výrazně vyšší míru paralelismu a tím celkově vyšší propustnost.